# Anicetus primus
Anicetus primus är en stekelart som först beskrevs av Howard 1898.  Anicetus primus ingår i släktet Anicetus och familjen sköldlussteklar. Inga underarter finns listade i Catalogue of Life.